# 津市立椋本小学校
津市立椋本小学校（つしりつむくもとしょうがっこう）は三重県津市芸濃町椋本にあった公立小学校。

## 沿革
- 2012年（平成24年）3月 - 芸濃小学校に統合され廃校[1]。

## 周辺
- 津市立芸濃中学校
- 芸濃武道場
- 芸濃総合文化センター
- 芸濃図書館

## 交通アクセス
- 津市街より国道23号線から三重県道10号津関線に入り約14km 20分
- 地図